# Antonino Fogliani
Pour l’article homonyme, voir Ketty Fogliani.
Antonino Fogliani (né le 29 juin 1976 à Messine, en Sicile) est un chef d'orchestre italien.

## Biographie

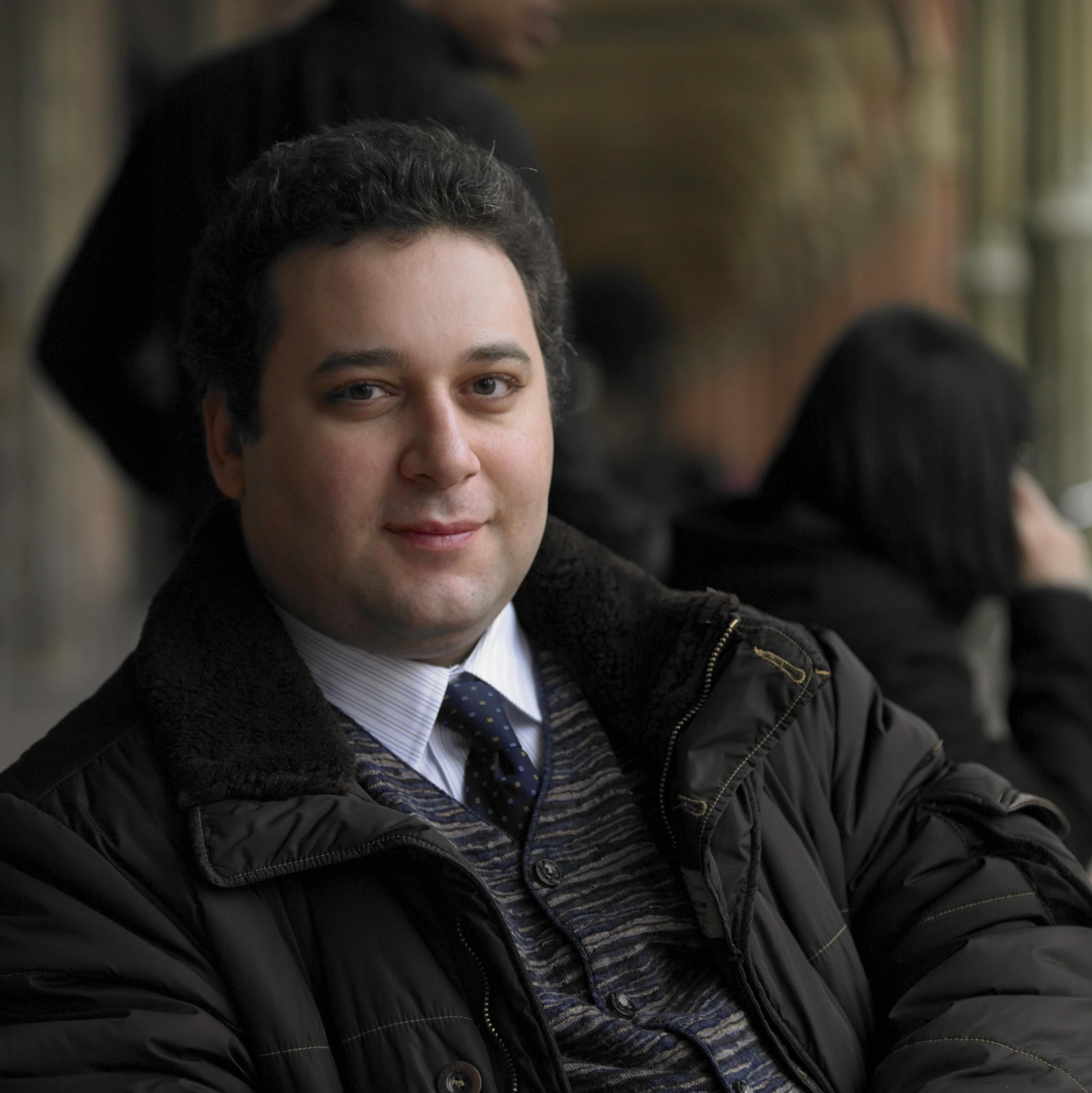
Antonino Fogliani (photo P. Ketterer)

Antonino Fogliani accomplit ses études musicales dans la composition au Conservatoire « GB Martini » à Bologne avec Francesco Carluccio et obtient un diplôme avec les honneurs en direction d'orchestre au Conservatoire Giuseppe Verdi de Milan, sous la direction de Vittorio Parisi. Il a amélioré Académie musicale Chigiana de Sienne avec Gianluigi Gelmetti pour la conduite et de Franco Donatoni et Ennio Morricone pour la composition.
Ses débuts en 2001 au Rossini Opera Festival de Pesaro avec Il Viaggio a Reims fut le début d'une carrière internationale qui l'a vu sur le podium dans de grands théâtres. Il a dirigé des productions telles que Ugo, conte di Parigi et Maria Stuarda de Gaetano Donizetti à La Scala, Le Comte Ory à l'Opéra-Comique de Paris, Amica de Pietro Mascagni et Moïse en Égypte par Gioachino Rossini à l'Opéra de Rome, Lucia di Lammermoor à Saint-Gall, Oberto conte di San Bonifacio par Giuseppe Verdi au Théâtre Philharmonique de Vérone, Le Barbier de Séville à la Fenice de Venise, La Sonnambula à la Calderon Teatro à Valladolid.
En 2005 il a dirigé le Teatro San Carlo de Naples Paisiello Socrate immaginario version fictive développée par Roberto De Simone : le travail a été repris dans la saison 2006/07 du Teatro alla Scala de Milan. Il a fait ses débuts aux États-Unis d'Amérique avec l'opéra Lucia di Lammermoor à l'HGO Houston. Avec Aida a fait ses débuts en 2012 au Teatro Regio de Parme ajouté le Verdi titre imposant avec d'autres existant directe (Rigoletto, Giovanna d'Arco, La Battaglia di Legnano, La Traviata, I Masnadieri, I Lombardi alla prima crociata).
Au Festival Rossini in Wildbad en Allemagne, où depuis 2011 il est directeur musical, il a dirigé et enregistré plusieurs titres dans le répertoire de Rossini (Otello, Il Signor Bruschino, La scala di seta, L'occasione fa il ladro, Edipo Coloneo, Ciro in Babilonia, La Cenerentola, Il turco in Italia, Semiramide, Adina) ainsi que quelques premières représentations dans Mercadante (Don Chisciotte alle nozze di Gammaccio) et Vaccaj (La sposa di Messina).
En 2011, il a orchestré les sept numéros (la version orchestrale de ce qui a été perdu) que le compositeur bolonais Giovanni Tadolini a composé en 1833 pour le Stabat Mater de Gioachino Rossini propose la même année dans la première manche au Festival Rossini à Wildbad. Également actif dans le répertoire symphonique a joué avec des orchestres prestigieux comme l'orchestre National de Santa Cecilia Orchestra et l'Opéra de Rome, l'Orchestre del Teatro Comunale di Bologna, l'orchestre de la Teatro San Carlo de Naples, la Orchestre symphonique de Fondation Toscanini de Parme, l'orchestre régional Toscana à Florence, l'orchestre philharmonique du Teatro Massimo Vincenzo Bellini de Catane, l'orchestre du Teatro alla Scala, I pomeriggi musicali à Milan, les orchestres espagnols de La Corogne, Tenerife et Castilla y Leon, l'Orchestre de la Teatro Municipal de Santiago, au Chili, l'Orchestre symphonique de Sydney, l'Ensemble Orchestral de Paris, Orchestre de Bretagne et de la Philharmonie Reutlingen Württembergische. Il a enregistré pour Naxos, Dynamic, Arthaus Musik et Bongiovanni. Depuis 2011, il enseigne la direction d'orchestre au Conservatoire "A. Scarlatti" de Palerme. Il vit à Lugano.

## Discographie
- G. Donizetti, Ugo conte di Parigi, CD Dynamic (2004)
- G. Rossini, Ciro in Babilonia, CD Naxos (2005)
- D. Cimarosa, Il marito disperato, CD Bongiovanni (2006)
- G. Rossini, Mosè in Egitto, CD Naxos (2007)
- Gaetano Donizetti. Maria Stuarda /Antonino Fogliani. Teatro alla Scala, CD/DVD Musicom/Rai Trade (2008)
- G. Rossini, Otello, CD Naxos (2010)
- G. Donizetti, Lucia di Lammermoor, CD Naxos (2011)
- N. Vaccaj, La sposa di Messina, CD Naxos (2012)
- S. Mercadante, Don Chisciotte alle nozze di Gamaccio, CD Naxos (2012)
- G. Rossini, L'occasione fa il ladro, CD Naxos (2012)
- G. Rossini, Semiramide, CD Naxos (2013)
- BEL CANTO BULLY - The musical legacy of the legendary opera impresario Domenico Barbaja, CD Naxos (2013)
- G. Verdi, Aida, CD C Major (2014)
- S. Mercadante, I Briganti, CD Naxos (2014)
- G. Rossini, Guillaume Tell, CD Naxos (2015)
- G. Rossini, Il viaggio a Reims, CD Naxos (2016)
- G. Rossini, Stabat Mater, CD Naxos (2016)
- G. Rossini, Sigismondo, CD Naxos (2017)
- V. Bellini, Bianca e Gernando, CD Naxos (2017)
- G. Rossini, Bianca e Falliero, CD Naxos (2017)
- G. Rossini, Maometto II, CD Naxos (2018)
- G. Rossini, Il barbiere di Siviglia, CD Dynamic (2020)
- F. Morlacchi, Tebaldo e Isolina, CD Naxos (2020)
- M. Taralli, Cantus Bononiæ Missa Sancti Petronii, CD Tactus (2022)
- G. Rossini, Elisabetta regina d'Inghilterra, CD Naxos (2024)
- G. Rossini, Ermione, CD Naxos (2024)
- SAIMIR - Saimir Pirgu, Orquestra de la Comunitat Valenciana, Antonino Fogliani - OPUS ARTE (2024)

## Filmographie
- G. Donizetti, Lucia di Lammermoor, DVD Dynamic (2006)
- G. Donizetti, Maria Stuarda, DVD ARTHAUS MUSIK (2009)
- G. Rossini, Il barbiere di Siviglia, DVD Dynamic (2009)
- G. Verdi, Aida, DVD/Blu-Ray UNITEL (2012)
- G. Rossini, Guillaume Tell, DVD Bongiovanni (2015)
- G. Rossini, L'inganno felice, DVD Dynamic (2016)
- Orphea in love, DVD/Blu-ray 374 Media (2023)